# Saxobeats
Saxobeats é o álbum de estúdio de estreia da cantora romena de dance e pop, Alexandra Stan. O álbum foi lançado em 29 de agosto de 2011 primeiro pela Play On/Jeff Records, na França, e agora está sendo lançado mundialmente passo a passo, até início de 2012. Quatro singles foram lançados do álbum: "One Million", "Get Back (ASAP)", "Lollipop (Param Pam Pam)" e o hit número um "Mr. Saxobeat". O álbum possui vários gêneros musicais principalmente dance, synthpop, Hi-NRG, Pop e R&B, e como uma colaboração com o rapper Carlprit.

## Singles
"Mr. Saxobeat" foi lançado como o primeiro single do álbum em 24 de fevereiro de 2011. Foi um sucesso a nível mundial atingindo a posição número um em pelo menos doze países e dentro do top-cinco em outros quinze países, incluindo o Reino Unido, Espanha ou Nova Zelândia. Em França e Irlanda que chegou ao número seis. O single também alcançou o top quarenta na Austrália, Canadá e no Billboard Hot 100.
"Get Back (ASAP)" foi lançado como o segundo single internacional em 19 de março de 2011. A canção alcançou o número quatro na Roménia e no número dezenove na França. O lançamento nos EUA e Reino Unido ainda está por vir.
"Lollipop (Param Pam Pam)" foi lançado originalmente lançado como um single promocional em 2009. A canção traçado uma posição dentro do Romanian Top 100 em 2010. Foi então lançado no Estados Unidos em 31 de maio de 2011 como o terceiro single oficial.
"One Million" a canção conta com a participação do rapper Carlprit, foi enviado para estações de rádio em mainstream na Bélgica e França. Ele também traçou na Roménia, chegando ao número 21.

## Faixas
| Edição padrão  |                                                           |                                 |         |  |
| N.º            | Título                                                    | Compositor(es)                  | Duração |  |
| 1.             | "Mr. Saxobeat"                                            | Stan                            | 3:15    |  |
| 2.             | "Ting-Ting"                                               |                                 | 3:55    |  |
| 3.             | "Lollipop (Param Pam Pam)"                                | Stan                            | 3:54    |  |
| 4.             | "Crazy"                                                   |                                 | 3:29    |  |
| 5.             | "Get Back (ASAP)"                                         | Andrei Nemirschi, Marcel Prodan | 3:29    |  |
| 6.             | "One Million" (com Carlprit)                              |                                 | 3:18    |  |
| 7.             | "Show Me the Way"                                         |                                 | 3:42    |  |
| 8.             | "Bitter-Sweet"                                            |                                 | 3:36    |  |
| 9.             | "Mr. Saxobeat" (Maan Studio Remix)                        |                                 | 3:41    |  |
| 10.            | "Lollipop (Param Pam Pam)" (Maan Studio Extended Version) |                                 | 3:20    |  |
| 11.            | "Get Back (ASAP)" (Maan Studio Remix)                     |                                 | 4:27    |  |
| 12.            | "Mr. Saxobeat" (Extended Version)(Bonus track)            |                                 | 4:16    |  |
| 13.            | "Get Back (ASAP)" (Extended Version) (Bonus track)        |                                 | 4:27    |  |
| Duração total: | Duração total:                                            | Duração total:                  | 48:27   |  |

## Posições
| Posição (2011)        | Melhores posições |
| --------------------- | ----------------- |
| Austrian Albums Chart | 25                |
| Finnish Albums Chart  | 27                |
| French Albums Chart   | 76                |
| German Albums Chart   | 29                |
| Swiss Albums Chart    | 24                |

## Histórico de lançamento
| País           | Data                   | Formato              | Gravadora            |
| -------------- | ---------------------- | -------------------- | -------------------- |
| França         | 29 de agosto de 2011   | CD, Download digital | Play On/Jeff Records |
| Alemanha       | 9 de setembro de 2011  | CD, Download digital | Columbia Records     |
| Polónia        | 23 de setembro de 2011 | CD, Download digital | Universal Music      |
| Itália         | 4 de outubro de 2011   | Digital download     | EGO Italy            |
| Itália         | 11 de outubro de 2011  | CD                   | EGO Italy            |
| Estados Unidos | 18 de outubro de 2011  | Digital download     | Ultra Records        |
| Canadá         | 18 de outubro de 2011  | Digital download     | Ultra Records        |
| Canadá         | 24 de outubro de 2011  | CD                   | Ultra Records        |
| Estados Unidos | 24 de outubro de 2011  | CD                   | Ultra Records        |